# Tomas Johansson
Tomas Johansson (Haparanda, 20 luglio 1962) è un ex lottatore svedese, specializzato nella lotta greco-romana.
Ha conquistato due medaglie olimpiche: una d'argento nel 1992 e una di bronzo nel 1988. Inoltre aveva debuttato alle Olimpiadi nel 1984 a Los Angeles, conquistando una medaglia d'argento, ma venendo poi squalificato per uso di steroidi anabolizzanti.

## Palmarès

### Olimpiadi
- 2 medaglie:
  - 1 argento (Barcellona 1992 nei pesi super-massimi)
  - 1 bronzo (Seul 1988 nei pesi super-massimi)

### Mondiali
- 5 medaglie:
  - 1 oro (Budapest 1986 nei +130 kg)
  - 2 argenti (Clermont-Ferrand 1987 nei +130 kg; Ostia 1990 nei +130 kg)
  - 2 bronzi (Martigny 1989 nei +130 kg; Stoccolma 1993 nei +130 kg)